# Hans Bol

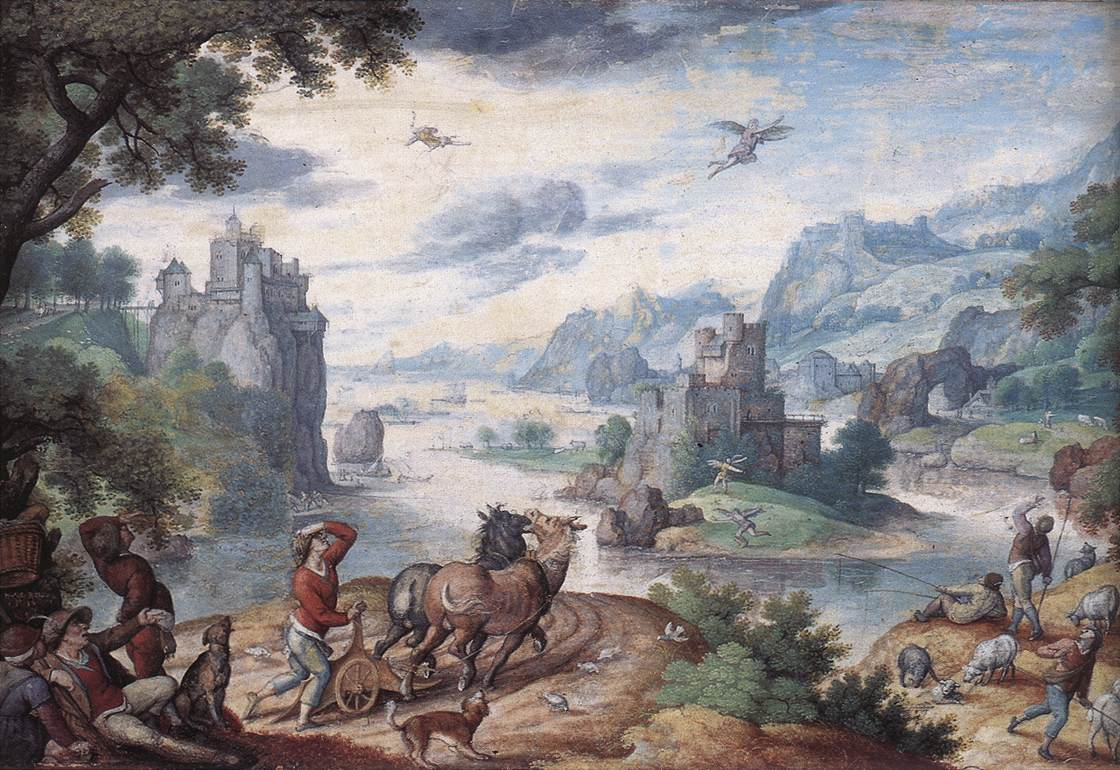
Upadek Ikara, Museum Mayer van den Bergh w Antwerpii

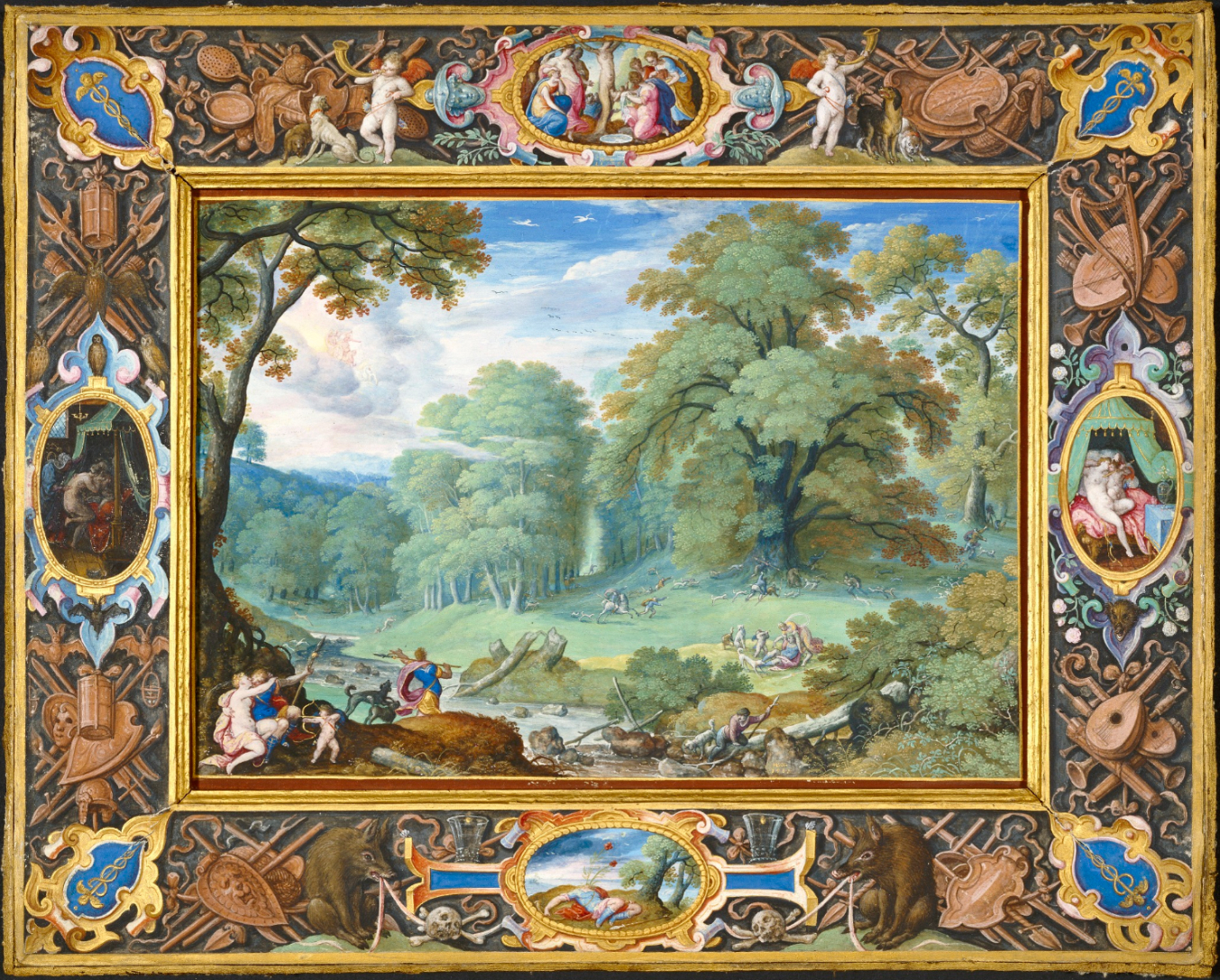
Pejzaż z historią Wenus i Adonisa, J. Paul Getty Museum w Los Angeles

Hans Bol (ur. 16 grudnia 1534 w Mechelen, poch. 20 listopada 1593 w Amsterdamie) – niderlandzki malarz, rysownik i iluminator.

## Życiorys
Wykształcenie zdobywał u dwóch wujów, którzy byli malarzami. Od czternastego roku życia zajmował się malowaniem waterschilderen, były to wielkie kompozycje, namalowane na płótnie przy użyciu nieprzejrzystych akwareli i tempery. Tego typu ozdobne tkaniny były specjalnością artystów z Mechelen i używano ich do dekorowania ścian, bowiem z powodzeniem zastępowały drogie tapiserie. Po kolejnych dwóch latach spędzonych w Heidelbergu, Bol został mistrzem w gildii św. Łukasza w Mechelen.
Gdy jego akwarele zaczęły być coraz częściej kopiowane przez innych wykonawców, artysta rozpoczął malowanie miniatur na pergaminie, stały się one bardzo popularne i przynosiły mu stałe dochody. Po hiszpańskiej aneksji miasta w 1572, osiedlił się w Antwerpii, gdzie w 1574 został mistrzem w tamtejszej gildii św. Łukasza, a w 1586 przeniósł się do Amsterdamu.
Hans Bol był wszechstronnym twórcą, wykonywał akwarele, obrazy olejne, ryciny i rysunki, zajmował się też iluminatorstwem (zdobieniem rękopisów). Tworzył pod wpływem Jacoba Grimmera, Joachima Patinira i Pietera Bruegla starszego, podejmując się podobnej tematyki m.in. pory roku, kiermasze. Malował pejzaże, także panoramiczne, sceny rodzajowe, obrazy o tematyce biblijnej, mitologicznej i alegorie. Jego uczniami byli m.in. pasierb Frans Boels, Roelandt Savery i Joris Hoefnagel. Najbardziej znanym dziełem malarza jest akwarela Upadek Ikara (Museum Mayer van den Bergh w Antwerpii).
Pomimo że Hans Bol był za życia malarzem znanym i cenionym, obecnie jego twórczość znana jest głównie z miniatur i akwareli, bowiem znaczna część dorobku artysty zaginęła na przestrzeni dziejów.

## Wybrane prace
- Upadek Ikara – Antwerpia,
- Pejzaż z zamkiem – Berlin,
- Panorama Antwerpii –  1575, Musées Royaux des Beaux-Arts, Belgia
- Kazanie Jana Chrzciciela –  1589 Luwr, Paryż
- Krajobraz z bogatym mężczyzną i widokiem na Brukselę –  1585, Galerie de Jonckheere